# المالية في المغرب

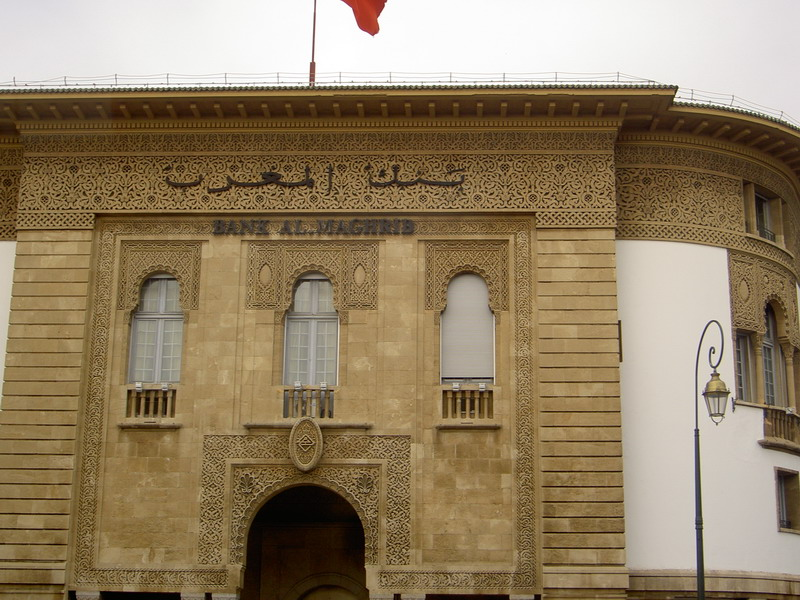
البنك المركزي المغربي (بنك المغرب)

في عام 2007، حافظ القطاع المالي في المغرب على بيئة اقتصادية مواتية لمزيد من نمو النشاط المصرفي بعد عام جيد للغاية للقطاع في عام 2006. لم تتأثر البنوك المغربية إلى حد كبير بأزمة الائتمان بسبب ارتباطها المحدود بالأسواق المالية العالمية. ارتفع عدد الأشخاص الذين لديهم حساب بنكي من 25٪ في عام 2007 إلى 29٪ في عام 2008، بينما ارتفعت الودائع بنسبة 11.1٪ إلى مستوى قياسي بلغ 572.3 مليار درهم (51.5 مليار يورو)، 20٪ منهم من المواطنين المغاربة الذين يعيشون في الخارج. البنوك الخاصة تتجه بشكل متزايد نحو الخدمات المصرفية الشاملة، وشراء الشركات في جميع قطاعات الصناعة المالية. في حين ارتفع الناتج المحلي الإجمالي بنسبة 5.6 ٪ في عام 2008، قفزت القروض غير المسددة بنسبة 23 ٪ لتصل إلى مستوى قياسي بلغ 519.3 مليار درهم (46.74 مليار يورو) حيث قام عدد أكبر من الناس بشراء العقارات وتأثيثها. نظرًا لأن بقية العالم شهد نضوب القروض، فقد أصدرت البنوك المغربية المزيد من القروض، مما أظهر نموًا بنسبة 2.6٪ في الأشهر الخمسة الأولى من عام 2009.

## الخدمات المصرفية
في عام 2007، ظل نمو الاقتصاد الكلي، باستثناء القطاع الزراعي، قوياً للغاية، حيث يوفر خلفية للنمو الديناميكي في الائتمانات المصرفية. ارتفع إجمالي أصول القطاع المصرفي بنسبة 21.6٪ ليصل إلى 654.7 مليار درهم (85.1 مليار دولار)، وهو أعلى من معدل النمو السنوي المرتفع في العام السابق والبالغ 18.1٪. بقي هيكل القطاع المحلي ثابتًا في العامين الماضيين، حيث سيطر على المشهد ثلاثة بنوك محلية رئيسية. بدأت الدولة تنأى بنفسها عن القطاع المحلي عن طريق التنازل عن جزء من رأس مالها في البنوك العامة. في نهاية عام 2007، كان رأس المال العام لا يزال يحتفظ بحصص مسيطرة في خمسة بنوك وأربع شركات تمويل. وفي الوقت نفسه، تستمر الملكية الأجنبية في القطاع المالي المحلي في النمو، حيث تسيطر المؤسسات الأجنبية على خمسة بنوك وثمانية شركات تمويل بالإضافة إلى امتلاك حصص كبيرة في أربعة بنوك وثلاث شركات تمويل. ومن المحتمل أيضًا تقديم منتجات مصرفية إسلامية إضافية في المستقبل.
على النظام المالي، رغم قوته، أن يتحمل مبالغ مفرطة من الديون الحكومية ذات العائد المنخفض والمخاطر المنخفضة على حساب الإقراض الأكثر خطورة، ولكن الأكثر إنتاجية من القطاع الخاص. هذا الازدحام في استثمارات القطاع الخاص يقلل من حوافز الربحية والنمو للقطاع المالي.
أكدت وكالة فيتش للتصنيف الائتماني التصنيف الائتماني للمصدرين المحليين والأجانب على المدى الطويل «بي بي بي-» و «بي بي بي»، على التوال، مع نظرة مستقرة. وعزت وكالة التصنيف الائتماني تصنيفها جزئياً إلى «المرونة النسبية للاقتصاد المغربي إلى الانكماش الاقتصادي العالمي».

## تأمين
يشهد قطاع التأمين في المغرب نموًا ديناميكيًا، مدفوعًا في المقام الأول بالتطورات في التأمين على الحياة، التي حلت محل التأمين على السيارات في العامين الماضيين باعتبارها القطاع الرائد في السوق بحوالي ثلث إجمالي الأقساط. وكان وراء التأمين على الحياة والتأمين على السيارات والحوادث والحوادث المرتبطة بالعمل والتأمين ضد الحريق والنقل أكبر المساهمين. بلغ إجمالي الأقساط 17.7 مليار درهم (2.3 مليار دولار) في عام 2007، مما يجعل المغرب واحداً من أكبر أسواق التأمين في العالم العربي بعد المملكة العربية السعودية والإمارات العربية المتحدة. يبلغ معدل انتشار التأمين 2.87٪ من الناتج المحلي الإجمالي، بينما تبلغ كثافة التأمين 69 دولارًا للشخص الواحد. على نطاق أوسع، قطاع التأمين المغربي مدمج بالفعل، حيث يسيطر خمسة لاعبين كبار على السوق. من المقرر أن يتم فتح القطاع أمام المنافسة الأجنبية اعتبارًا من عام 2010 فصاعدًا، ومن شأن دمج شركات التأمين في كيانات أكبر أن يعزز اللاعبين المحليين للمنافسة بشكل أفضل مع المنافسة النهائية من شركات التأمين الأجنبية. هناك أيضًا احتمال أن تصبح منافذ التأمين الجديدة مثل التكافل (التأمين الإسلامي) ومنتجات التأمين الأصغر جزءًا من السوق المغربي على المدى المتوسط، لكن من غير المحتمل ظهورها في المستقبل القريب.

## بنك المغرب
حصل بنك المغرب المركزي، بنك المغرب، على استقلال معزز في عام 2006. ويبدو أن البنك، الذي يتبع السياسة المزدوجة المتمثلة في السيطرة على التضخم وتشجيع النمو، يقوم بعمل جيد. كان لدى المغرب إلى حد كبير مستويات منخفضة من التضخم. في عام 2006، كان معدل التضخم السنوي 2.7 ٪ فقط. يلعب البنك المركزي دورًا بارزًا في النظام المصرفي في البلاد. وتصدر الدرهم المغربي، وتحتفظ باحتياطيات المغرب من العملات الأجنبية، وتسيطر على العرض الائتماني، وتشرف على مؤسسات الإقراض المتخصصة الحكومية، وتنظم الصناعة المصرفية التجارية.

## القيمة السوقية
في عام 2007، ارتفعت القيمة السوقية لسوق الأوراق المالية المغربي بنسبة 40.5 في المائة لتصل إلى 586.3 مليار درهم (76.2 مليار دولار)، مقارنة بـ417.1 مليار درهم (54.2 مليار دولار) المسجلة في العام السابق. تُعزى هذه القفزة الكبيرة إلى حد كبير إلى عشرة إصدارات جديدة من الأسهم في بورصة الدار البيضاء على مدار العام، بالإضافة إلى العديد من الإصدارات الثانوية التي حدثت أيضًا في عام 2007. كما ارتفعت نسبة الرسملة السوقية إلى الناتج المحلي الإجمالي في خطوة مع الاتجاه التصاعدي، وهو ما يمثل الآن 96.5 ٪ من الناتج المحلي الإجمالي، ارتفاعا من 71.1 ٪ من الناتج المحلي الإجمالي في عام 2006، ويمكن مقارنته مع النسب المميزة للعديد من الاقتصادات الغربية المتقدمة. أبرز قادة الصناعة في السوق هم البنوك والاتصالات والعقارات، والتي تشكل مجتمعة ما يقرب من ثلثي القيمة السوقية. زاد حجم النشاط في سوق الأسهم، بما في ذلك الأسهم والسندات، زيادة كبيرة في عام 2007، حيث بلغ 359.7 مليار درهم (46.8 مليار دولار)، بزيادة قدرها 161.1 ٪ في عام 2006، عندما بلغ إجمالي حجم التداول 166.4 مليار درهم (21.6 مليار دولار). هناك اعتقاد واسع النطاق بين المتخصصين في السوق بأن الرسملة السوقية وأحجام التداول ستستمر على الأرجح في اتجاهها التصاعدي، مدعومة بخلفية اقتصادية كلية إيجابية، وأحدث التطورات التكنولوجية، مثل تداول الأوراق المالية عبر الإنترنت، وإدخال محتمل في تجارة المشتقات. يُنظر إلى تعليم الجمهور أيضًا على أنه مسألة مهمة، وعلى الرغم من التحسينات التي تمت في السنوات الأخيرة، لا تزال هناك حاجة إلى تطوير مستوى من الاحتراف لدى المشغلين وجعل دورات التدريب المهني إلزامية، حيث أنها لا تزال تقدم على أساس طوعي.

### بورصة الدار البيضاء
حفزت الخصخصة نشاطها في بورصة الدار البيضاء (بورصة الدار البيضاء) خاصة من خلال تداول أسهم الشركات الكبيرة السابقة المملوكة للدولة. تم تأسيسها في عام 1929، وهي واحدة من أقدم البورصات في أفريقيا، لكنها احتسبت بعد الإصلاحات المالية في عام 1993،  مما يجعلها ثالث أكبر بورصة في أفريقيا. بلغت القيمة السوقية للشركات المدرجة في المغرب في المغرب 75,495 مليار دولار في عام 2007 من قبل البنك الدولي. هذه زيادة بنسبة 74٪ مقارنة بعام 2005. بعد أن تخطت الأزمة المالية العالمية، بدأت بورصة الدار البيضاء في تعزيز دورها المركزي في تمويل الاقتصاد المغربي. خلال السنوات القليلة المقبلة، تسعى إلى مضاعفة عدد الشركات المدرجة وأكثر من أربعة أضعاف عدد المستثمرين.